# Spathius periander
Spathius periander är en stekelart som beskrevs av Nixon 1943. Spathius periander ingår i släktet Spathius och familjen bracksteklar. Inga underarter finns listade i Catalogue of Life.